# Blidcea, Ivankiv
Blidcea (în ucraineană Блідча) este localitatea de reședință a comunei Blidcea din raionul Ivankiv, regiunea Kiev, Ucraina.

## Demografie
Componența lingvistică a localității Blidcea
     Ucraineană (98,68%)
     Rusă (1,32%)
Conform recensământului din 2001, majoritatea populației localității Blidcea era vorbitoare de ucraineană (98,68%), existând în minoritate și vorbitori de rusă (1,32%).